# Gouden Spike (België)
De Gouden Spike is de belangrijkste atletiekprijs in België. Sinds 1988 bekroont hij de beste atleet en atlete van het land van het afgelopen jaar. Voordien werd hij afwisselend uitgereikt aan een loper of kamper, die tijdens de twee voorgaande jaren de beste prestatie leverde van de atleten die de prijs voordien nog niet gewonnen hadden.

## Geschiedenis
De Gouden Spike werd in 1954 voor het eerst toegekend. Tot 1987 werd de prijs alternerend toegekend aan een loper en een kamper met de beste prestatie van de afgelopen twee jaren. De prijs kon slechts een keer gewonnen worden zodat meestal niet eens de beste prestatie van het seizoen werd beloond. Sinds 1974 wordt er ook een Gouden Spike aan een atlete toegekend. 
In 1988 werd de prijs hervormd en werd de winnaar via een stemming aangeduid. Vanaf toen werden ook Zilveren en Bronzen Spikes uitgedeeld en krijgen ook de beste beloftes een Gouden Spike. Vanaf toen kon de prijs ook verschillende malen gewonnen worden. De voorgangers van de Gouden Spike waren de Grote Ereprijs KBAB bij de mannen en de Grote Feminaprijs KBAB bij de vrouwen. Die werden vanaf 1988 niet meer uitgereikt.

## Erelijst

### Beste prestatie
(afwisselend loper en kamper)
| Jaar | Winnaar                                 | Winnares                   |
| ---- | --------------------------------------- | -------------------------- |
| 1954 | Lucien De Muynck                        |                            |
| 1955 | Walter Herssens                         |                            |
| 1956 | Roger Moens                             |                            |
| 1957 | Henri haest                             |                            |
| 1958 | Roger Verheuen                          |                            |
| 1959 | Edouard Szostak                         |                            |
| 1960 | Gaston Roelants                         |                            |
| 1961 | Georges Salmon                          |                            |
| 1962 | Aureel Vandendriessche                  |                            |
| 1963 | Paul Coppejans                          |                            |
| 1964 | Eugène Allonsius                        |                            |
| 1965 | Leo Mariën                              |                            |
| 1966 | André Dehertoghe                        |                            |
| 1967 | Roger Lespagnard                        |                            |
| 1968 | Willy Polleunis                         |                            |
| 1969 | Philippe Housiaux                       |                            |
| 1970 | Miel Puttemans                          |                            |
| 1971 | Freddy Herbrand                         |                            |
| 1972 | Karel Lismont                           |                            |
| 1973 | Régis Ghesquière                        |                            |
| 1974 | Marc Smet                               | Sonja Castelein            |
| 1975 | Bruno Brokken                           | Hilde Van Dijck            |
| 1976 | Ivo Van Damme                           | Bernadette Van Roy         |
| 1977 | Patrick Desruelles Elie Van Vlierberghe | Anne-Marie Pira            |
| 1978 | Fons Brydenbach                         | Lea Alaerts                |
| 1979 | Ronald Desruelles                       | Chris Soetewey             |
| 1980 | Leon Schots                             | Magda Ilands               |
| 1981 | Eddy Annys                              | Françoise Van Poelvoorde   |
| 1982 | Alex Hagelsteens                        | Anne Michel                |
| 1983 | Jean-Marc Jacques Jan Van Hocht         | Chris Van Landschoot       |
| 1984 | William Van Dijck                       | Marie-Christine Deurbroeck |
| 1985 | Marc Borra                              | Jacqueline Hautenauve      |
| 1986 | Vincent Rousseau                        | Lieve Slegers              |
| 1987 | Didier Falise                           | Hilde Vervaet              |

### Beste atleet
| Jaar | Winnaar                                | Winnares                               | Belofte mannen                         | Belofte vrouwen                        |
| ---- | -------------------------------------- | -------------------------------------- | -------------------------------------- | -------------------------------------- |
| 1988 | William Van Dijck                      | Sylvia Dethier                         | Patrick Stevens                        | Ann Maenhout                           |
| 1989 | Godfried Dejonckheere                  | Véronique Collard                      | Gino Van Geyte                         | Anneke Matthys                         |
| 1990 | Patrick Stevens                        | Lieve Slegers                          | Stefaan Allemeersch                    | Sandrine Hennart                       |
| 1991 | Godfried Dejonckheere                  | Sylvia Dethier                         | Yassin Guellet                         | Anja Smolders                          |
| 1992 | William Van Dijck                      | Lieve Slegers                          | Benjamin Leroy                         | Sabrina De Leeuw                       |
| 1993 | Vincent Rousseau                       | Sabrina De Leeuw                       | Nathan Kahan                           | Kathleen Van Hove                      |
| 1994 | Vincent Rousseau                       | Lieve Slegers                          | Erik Nys                               | Annelies De Meester                    |
| 1995 | Patrick Stevens                        | Lieve Slegers                          | Sven Pieters                           | Kim Gevaert                            |
| 1996 | Patrick Stevens                        | Ann Mercken                            | Kjell Provost                          | Cindy Stas                             |
| 1997 | Mohammed Mourhit                       | Marleen Renders                        | Ben Quintelier                         | Ludivine Michel                        |
| 1998 | Jonathan N'Senga                       | Marleen Renders                        | Johan Kloeck                           | Catherine Lallemand                    |
| 1999 | Mohammed Mourhit                       | Marleen Renders                        | Hans Janssens Thibaut Duval            | Veerle Dejaeghere                      |
| 2000 | Mohammed Mourhit                       | Veerle Dejaeghere                      | Matthieu Vandiest                      | Mieke Geens                            |
| 2001 | Mohammed Mourhit                       | Kim Gevaert                            | Kevin Rans                             | Sigrid Vanden Bempt                    |
| 2002 | Cédric Van Branteghem                  | Kim Gevaert                            | Michael Velter                         | Elfje Willemsen                        |
| 2003 | Cédric Van Branteghem                  | Kim Gevaert                            | Xavier De Baerdemaker                  | Olivia Borlée                          |
| 2004 | Joeri Jansen                           | Kim Gevaert                            | Pieter Desmet                          | Lien Huyghebaert                       |
| 2005 | François Gourmet                       | Kim Gevaert                            | Frédéric Xhonneux                      | Eline Berings                          |
| 2006 | Kristof Beyens                         | Tia Hellebaut                          | Jonathan Borlée                        | Annelies Peetroons                     |
| 2007 | Hans Van Alphen                        | Kim Gevaert                            | Adrien Deghelt                         | Anne Zagré                             |
| 2008 | Kevin Borlée                           | Tia Hellebaut                          | Kevin Borlée                           | Hannelore Desmet                       |
| 2009 | Jonathan Borlée                        | Eline Berings                          | Thomas Van Der Plaetsen Jeroen D'hoedt | Lindsey De Grande                      |
| 2010 | Kevin Borlée                           | Svetlana Bolshakova                    | Julien Watrin                          | Hanne Van Hessche                      |
| 2011 | Kevin Borlée                           | Élodie Ouédraogo                       | Stef Vanhaeren                         | Marjolein Lindemans                    |
| 2012 | Hans Van Alphen                        | Tia Hellebaut                          | Dario Seghers                          | Nafissatou Thiam                       |
| 2013 | Jonathan Borlée                        | Nafissatou Thiam                       | Pieter-Jan Hannes                      | Justien Grillet                        |
| 2014 | Thomas Van Der Plaetsen                | Nafissatou Thiam                       | Mathias Broothaerts                    | Chloë Beaucarne                        |
| 2015 | Philip Milanov                         | Nafissatou Thiam                       | Isaac Kimeli                           | Louise Carton                          |
| 2016 | Thomas Van Der Plaetsen                | Nafissatou Thiam                       | Ben Broeders                           | Renée Eykens                           |
| 2017 | Philip Milanov                         | Nafissatou Thiam                       | Simon Debognies                        | Hanne Maudens                          |
| 2018 | Koen Naert                             | Nafissatou Thiam                       | Jonathan Sacoor                        | Elise Vanderelst                       |
| 2019 | Bashir Abdi                            | Nafissatou Thiam                       | Thomas Carmoy                          | Paulien Couckuyt                       |
| 2020 | niet uitgereikt wegens corona-pandemie | niet uitgereikt wegens corona-pandemie | niet uitgereikt wegens corona-pandemie | niet uitgereikt wegens corona-pandemie |
| 2021 | Bashir Abdi                            | Nafissatou Thiam                       | Jente Hauttekeete                      | Rani Rosius                            |
| 2022 | Bashir Abdi                            | Nafissatou Thiam                       | Mimoun Abdoul Wahab                    | Helena Ponette                         |
| 2023 | Bashir Abdi                            | Cynthia Bolingo Mbongo                 | Clément Labar                          | Delphine Nkansa                        |
| 2024 | Bashir Abdi                            | Nafissatou Thiam                       | Elie Bacari                            | Merel Maes                             |